# Carl Holsøe
Carl Vilhelm Holsøe (Aarhus, 12 de marzo de 1863-Asserbo, 7 de noviembre de 1935) fue un artista danés que pintó principalmente interiores.

## Biografía
Holsøe nació en Aarhus. Su padre era el arquitecto N. P. C. Holsøe; su hermano menor, Niels Holsøe, también era pintor. Estudió en la Real Academia Danesa de Bellas Artes en Copenhague (1882-1884) y luego en la Kunstnernes Frie Studieskoler con Peder Severin Krøyer. Recibió varios estipendios de la academia, en un caso para visitar Italia en 1897.
Debutó en la Exposición de diciembre de 1886 en Charlottenborg con Interiør, que Karl Madsen describió como «casi como un manifiesto». De 1888 a 1910 y de 1922 a 1933 expuso en la Exposición de Primavera de Charlottenborg, y en 1909 y 1914 en la Exposición de Otoño. Participó en la Asociación de Exposiciones Nacionales de Arte y fue miembro de la junta directiva de la Asociación de arte Gammel Strand de 1902 a 1905 y de 1909 a 1911. Fue galardonado en dos ocasiones con la medalla anual de la academia, ahora conocida como Medalla Eckersberg, en 1901 con Interiør y en 1908 con Nat (Noche), y también fue nombrado miembro de la asamblea de la academia. En 1891 ganó una medalla de oro en Munich.
Holsøe era amigo de Vilhelm Hammershøi, a quien conoció en el Frie Studieskoler y que lo retrató junto con su hermano, Svend Hammershøi, Jens Ferdinand Willumsen, Madsen y Thorvald Bindesbøll en Fem portrætter (Cinco retratos). En 1894 Holsøe se casó con Emilie Heise, que fue su modelo más frecuente y que murió en 1930. El 21 de octubre de 1935, poco antes de su muerte, se casó con Ingeborg Margrethe Knudsen. Holsøe murió en Asserbo, en el norte de Zelanda, y está enterrado en el cementerio de Vinderød.

## Obra
Las pinturas de Holsøe incluyen paisajes, bodegones y motivos florales, pero al igual que Hammershøi, pintó principalmente escenas interiores domésticas; sin duda se influenciaron entre sí, pero es imposible saber quién influyó primero sobre el otro. En general, Holsøe fue cada vez más popular entre los pintores daneses a medida que el país se hizo más industrial, por lo que esto implicaba: un nuevo modo de vida en la ciudad. Las obras de Holsøe han sido eclipsadas por las de Hammershøi: su coloración es menos sutil y aunque hay una figura o, a veces, un pequeño grupo de ellas, la obra de Holsøe es menos innovadora y sin emociones aparentes en comparación con el expresionismo de Hammershøi. En su dominio de la forma y disfrute de la belleza de las cosas —habitaciones de techos característicamente altos con muebles de caoba— ha sido comparado con los maestros holandeses.